# زمرک پادخوابی
زمرک پادخوابی (زاده ۱۳۵۱ ولسوالی پل علم ولایت لوگر) سیاستمدار افغانستان و نماینده مردم ولایت(استان) کابل در دوره شانزدهم مجلس نمایندگان است. وی در مجلس شانزدهم نمایندگان افغانستان عضو کمیسیون روابط بین‌الملل می‌باشد.

## زندگی‌نامه
زمرک پادخوابی زاده ۱۳۵۱ از ولسوالی/شهرستان پل علم ولایت (استان) لوگر می‌باشد. وی مدرک کارشناسی (لیسانس) در رشته روزنامه‌نگاری دارد.